# Wannebach (Ruhr, Westhofen)
Der Wannebach ist ein fast 9 Kilometer langer, orografisch rechter Zufluss der Ruhr in Nordrhein-Westfalen, der in der kreisfreien Stadt Dortmund und im Kreis Unna verläuft.

## Geographie

### Verlauf
Der Bach entspringt im Westen des Dortmunder Ortsteils Syburg an der Landesstraße 704 auf einer Höhe von 229 m ü. NN. Von dort aus fließt der Wannebach zunächst in nordöstliche Richtungen im Naturschutzgebiet Fürstenbergholz und Wannebachtal nördlich an Syburg und Buchholz vorbei. Nach der Unterquerung der Bundesautobahn 45 wendet sich der Bach in einem weiten Bogen nach Südsüdost. Dabei fließt er südlich an Holzen vorbei und unterquert die Bundesautobahn 1. Gleichzeitig verlässt der Bach das Stadtgebiet von Dortmund Richtung Schwerte.
Im Stadtgebiet von Schwerte fließt der Wannebach vorwiegend in südsüdöstliche Richtungen. Bis zur Mündung in die Ruhr bildet er die Gemarkungsgrenze zwischen den Stadtteilen Westhofen und Wandhofen. Nordöstlich von Westhofen wird das Naturschutzgebiet Wannebachtal durchflossen, das der Bach im Süden mit der Unterquerung der Bahnstrecke Hagen–Hamm wieder verlässt. Nach weiteren 200 m Fließstrecke unterquert der Bach erneut die A 45 und fließt an der Rettelmühle vorbei. Nach der Unterquerung der L673 fließt der Wannebach an Haus Ruhr vorbei und mündet rechtsseitig in die Ruhr. Die Mündung liegt etwa 1,2 km südöstlich von Westhofen auf einer Höhe von 101 m ü. NN.
Sein etwa 8,7 km langer endet ungefähr 128 Höhenmeter unterhalb seiner Quelle, er hat somit ein mittleres Sohlgefälle von circa  14,7 ‰.

### Einzugsgebiet
Der Bach entwässert ein 16,394 km² großes Einzugsgebiet über Ruhr und Rhein zur Nordsee.
Es grenzt
- im Osten an das Einzugsgebiet  des Gerrenbachs, der über den Mühlenstrang und Ruhrfeldgraben in die Ruhr entwässert;
- im Südosten und Süden an das der Ruhr direkt;
- im Westen an das des Herdecker Bachs, der in die Ruhr mündet;
- im Nordwesten an das des Olpkebachs, der über die Schondelle und die Emscher in den Rhein entwässert und
- im Norden an das des Heisterbach, der über den Marksbach und den Hörder Bach in die Emscher entwässert.

### Zuflüsse
- Schildsiepen (rechts), 0,4 km[5]
- Golfsiepen (links), 1,2 km[5]
- Steinbach (links), 3,0 km, 4,90 km², 56,18 l/s